# نیکولاس کوروتو
نیکولاس کوروتو (انگلیسی: Nicolás Corvetto؛ زادهٔ ۱۵ مارس ۱۹۸۶) بازیکن فوتبال اهل شیلی است که که در پست هافبک چپ برای ماگالانز بازی می‌کند.

## حرفه‌ای
کوروتو قبل از امضای قرارداد با آئوداکس ایتالیانو در سال ۲۰۰۷ با تیم شهر خود کوکیمبو یونیدو شروع کرد.
وی همچنین در تیم‌های ملی فوتبال شیلی، و شیلی، بازی کرده‌است.